# Na (kana)
Na (romanização do hiragana な ou katakana ナ) é um dos kana japoneses que representam um mora. No sistema moderno da ordem alfabética japonesa (Gojūon), ele ocupa a 21.ª posição do alfabeto, entre To e Ni.
な e ナ originaram-se do kanji 奈
| Forma            | Romaji      | Hiragana        | Katakana        |
| ---------------- | ----------- | --------------- | --------------- |
| n- (な行 na-gyō) | na          | な              | ナ              |
| n- (な行 na-gyō) | naa nā, nah | なあ, なぁ なー | ナア, ナァ ナー |

## Formas alternativas
No Braile japonês, な ou ナ são representados como:
| ●  | － |
| － | － |
| ●  | － |

O Código Morse para な ou ナ é: ・－・

## Traços

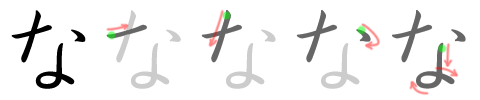
Seqüência de traços para escrita do な

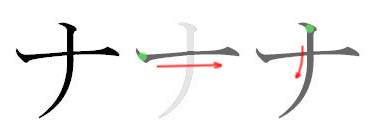
Seqüência de traços para escrita do ナ